# Cyrtodactylus peguensis
Cyrtodactylus peguensis este o specie de șopârle din genul Cyrtodactylus, familia Gekkonidae, ordinul Squamata, descrisă de Boulenger 1893.

## Subspecii
Această specie cuprinde următoarele subspecii:
- C. p. peguensis
- C. p. zebraicus